# Jaunjelgava
Jaunjelgava (tyska: Friedrichstadt) är en stad i Semgallen i centrala Lettland, belägen vid Daugava.

## Historia
Orten var ursprungligen ett fort i Selonien som jämnades med marken under korstågen på 1200-talet. Kring 1450 hade en bosättning med ett gods bildats. 1590 grundade hertig Fredrik Kettler stadsmarknaden.
Under det ryska styret tillhörde staden guvernementet Kurland och den judiska befolkningen hade en egen shtetl. Av stadens 5 223 invånare 1897 var 3 000 judar.